# Зока Босанац
Зоран Репац, познатији као Зока Босанац, српски је музичар који живи и ради у Новом Саду.

## Биографија
Зоран Репац рођен је у Великој Кладуши (северозапад СР Босне и Херцеговине), а са својом породицом живео је у СР Босни и Херцеговини све до почетка ратних сукоба, 1992. године. Потом је пребегао у Републику Српску Крајину, где је живео у Глини. Одатле је, као жртва операције Олуја, протеран 1995, када се настанио у Новом Саду. Према сопственим речима, музика представља једну од најважнијих ставки у његовом животу. Приметивши га у једној локалној кафани, текстописац и композитор Слободан Лукић предложио му је сарадњу. Репац је тако, 2008. године снимио први албум под називом „Амајлија”, у издању Мелодија рекордса на ком је Лукић аутор свих 12 композиција. Стекавши популарност ширег аудиторијума, касније је снимио неколико песама на којима је Лукић такође радио као текстописац, а појавио се и као гост групе Бркови у хали спортова Ранко Жеравица 2016. Касније је снимио синглове Рејнџ Ровер аутоматик, Ријалити и Клабинг, других аутора. У јуну 2019, објављен је сингл и спот за песму Ђе си Ружо, курветино стара. Поред певања, Репац ради и као продавац пластике на Футошкој пијаци.

## Дискографија

### Албуми
- Амајлија (2008)[4]

### Песме и синглови
- Песма о Бошку (2014)[8]
- Каква жена, такви и рогови (2014)[8]
- Штранд (2015)[8]
- Краљ (2015)[8]
- Рејнџ Ровер аутоматик (2015)[7]
- Ријалити (2016)[1]
- Клабинг (2017)[9]
- Ђе си Ружо, курветино стара (2019)[10]